# گرهارد هیمل
گرهارد هیمل (آلمانی: Gerhard Himmel؛ زادهٔ ۲۶ آوریل ۱۹۶۵) کشتی‌گیر اهل آلمان بود.